# Charakterrolle
Charakterrollen (als Fach auch Charakterfach) waren in der Schauspielpraxis des 18./19. Jahrhunderts Rollen für ältere Schauspieler ab etwa 30 Jahren. Charakterrollen lassen Wesenszüge einer Figur bis hin zur Typisierung oder Überzeichnung hervortreten. Sie weichen vom Ideal des Schönen und Ebenmäßigen ab. Auf ernste Charakterrollen spezialisierte Schauspieler nennt man Charakterdarsteller. Auf komische Rollen spezialisiert waren die Charakterkomiker. Manchmal wird zwischen „komischem“ und „ernstem“ oder „leichtem“ und „schwerem“ Charakterfach unterschieden.
Helden-, Vater- und Mutter-Rollen sowie Bösewichte sind die häufigsten Charakterrollen. Ein Liebhaber ist im Allgemeinen keine Charakterrolle, wohl aber der Intrigant. Problematische, „schwierige“ Figuren, die zwischen Gut und Böse stehen, sind ebenfalls Charakterrollen. 
Zu den jüngeren Charakterrollen zählt zum Beispiel die Titelrolle in Shakespeares Hamlet, zu den älteren Philipp II. in Schillers Don Carlos und zu den gesetzten Bolingbroke aus Shakespeares Heinrich IV.

## Neuere Verwendungen
Seit dem Naturalismus im Theater vom Ende des 19. Jahrhunderts an wird der Begriff seltener. Mit Bezug auf die naturalistische Schauspielkunst bezeichnet er gelegentlich eine Figur, deren psychische Verfassung mit großer Raffinesse studiert und dargestellt wird wie Martha in Wer hat Angst vor Virginia Woolf?. 
Manchmal wird der Begriff Charakterrolle noch heute (vor allem im Film) in der ursprünglichen Bedeutung verwendet: eine Rolle mit auffälligen Verhaltensmerkmalen für nicht mehr ganz junge Darsteller – oder im ausschließlich positiven Sinne: eine Rolle, die vom Darsteller große Persönlichkeit erfordert. Der bis heute zitierte „Wechsel ins Charakterfach“ mit zunehmendem Alter kann eine Aufwertung (Wechsel von komischen zu ernsten Rollen oder von äußerlichen zu innerlichen Vorzügen) oder eine Abwertung (von Haupt- zu Nebenrollen) bedeuten.

## Musiktheater
In der Oper, die im 19. Jahrhundert noch nicht so weit vom Schauspiel entfernt war wie heute, werden die Charakterpartien von den lyrischen, den dramatischen und den Koloratur-Partien unterschieden (siehe Stimmfach). Lyrische Stimmen bekommen mit den Jahren oft einen dramatischen Einschlag oder erarbeiten sich eine dramatischere Technik. So gibt es etwa den Charaktertenor und den Charakterbariton. – Im Ballett gibt es die Rollen für Mimiker, die keine technische Perfektion, dafür aber großen Ausdruck erfordern.